# ギャラティン郡 (モンタナ州)
ギャラティン郡（英: Gallatin County）は、アメリカ合衆国モンタナ州の南部に位置する郡である。人口は11万8960人（2020年）で、州内の郡では第2位の規模である。郡庁所在地はボーズマンであり、同郡で人口最大の自治体である。郡住民の大半はこのボーズマンとその近郷に住んでいる。イエローストーン国立公園の一部が郡内南東部に入っている。スキー場のビッグスカイ・リゾートがボーズマンとウェストイエローストーンのほぼ中間にある。

## 歴史
郡名は、ルイス・クラーク探検隊を率いたメリウェザー・ルイスが1805年に当時の財務長官アルバート・ギャラティン（在任1801年-1814年）に因んで名付けたギャラティン川の名前から採られた。ギャラティン川の渓谷はアメリカ国道191号線を通って行くことができる。19世紀半ば、ダコタ準州が幾つかの州に分けられた後、郡の一部は放置されたままだった。「先ずモンタナ州が作られ、続いてアイダホ州、ワイオミング州と作られ、...この3州が合う所にちっぽけな領域が残った。...1873年、この一部がモンタナ州に付けられ、ギャラティン郡の一部になった。」

## 地理
ギャラティン郡は、1978年に当時郡相当地域だったイエローストーン国立公園が解体され、ギャラティン郡とパーク郡に一部が割り振られて現在の領域になった。ギャラティン郡には陸地99.155平方マイル (256.8  km2)と水域0.119平方マイル (0.3 km2) が、パーク郡には陸地146.229平方マイル (378.7 km2)と水域0.608平方マイル (1.6 km2) が付けられた。移管された地域はギャラティン郡では国勢調査地域14号、パーク郡では同6号と呼ばれている。
アメリカ合衆国国勢調査局に拠れば、郡域全面積は2,632平方マイル (6,816.8 km2)であり、このうち陸地は2,606平方マイル (6,749.5 km2)、水域は26平方マイル (67.3 km2)で水域率は0.99％である。

### 隣接する郡
- マディソン郡 - 西
- ジェファーソン郡 - 北西
- ブロードウォーター郡 - 北
- マー郡 - 北東
- パーク郡 - 東
- パーク郡 (ワイオミング州) - 南東
- ティトン郡 (ワイオミング州) - 南東
- フレモント郡 (アイダホ州) - 南西

### 国立保護地域
- ギャラティン国立の森（部分
- イエローストーン国立公園（部分）

## 交通

### 空港
- ボーズマン・イエローストーン国際空港

### 主要高規格道路
- 州間高速道路90号線
- モンタナ第二次州道205号線
- アメリカ国道20号線
- アメリカ国道191号線
- アメリカ国道287号線
- モンタナ州道2号線
- モンタナ州道64号線
- モンタナ州道84号線
- モンタナ州道85号線
- モンタナ州道86号線

## 人口動態
以下は2000年の国勢調査による人口統計データである。
| 基礎データ - 人口: 67,831人 - 世帯数: 26,323 世帯 - 家族数: 16,188 家族 - 人口密度: 10人/km2（26人/mi2） - 住居数: 29,489軒 - 住居密度: 4軒/km2（11軒/mi2） 人種別人口構成 - 白人: 96.20% - アフリカン・アメリカン: 0.23% - ネイティブ・アメリカン: 0.88% - アジア人: 0.89% - 太平洋諸島系: 0.06% - その他の人種: 0.54% - 混血: 1.19% - ヒスパニック・ラテン系: 1.54% 先祖による構成 - ドイツ系：23.7％ - アイルランド系：11.2％ - イギリス系：10.4％ - ノルウェー系：9.0％ - アメリカ人：5.5％ 年齢別人口構成 - 18歳未満: 22.0% - 18-24歳: 18.5% - 25-44歳: 30.4% - 45-64歳: 20.6% - 65歳以上: 8.5% - 年齢の中央値: 31歳 - 性比（女性100人あたり男性の人口） - 総人口: 108.3 - 18歳以上: 108.7 | 世帯と家族（対世帯数） - 18歳未満の子供がいる: 29.7% - 結婚・同居している夫婦: 51.8% - 未婚・離婚・死別女性が世帯主: 6.6% - 非家族世帯: 38.5% - 単身世帯: 24.1% - 65歳以上の老人1人暮らし: 5.7% - 平均構成人数 - 世帯: 2.46人 - 家族: 2.94人 収入と家計 - 収入の中央値 - 世帯: 38,120米ドル - 家族: 46,639米ドル - 性別 - 男性: 30,866米ドル - 女性: 21,330米ドル - 人口1人あたり収入: 19,074米ドル - 貧困線以下 - 対人口: 12.8% - 対家族数: 6.3% - 18歳未満: 10.5% - 65歳以上: 5.6% |

### 収入

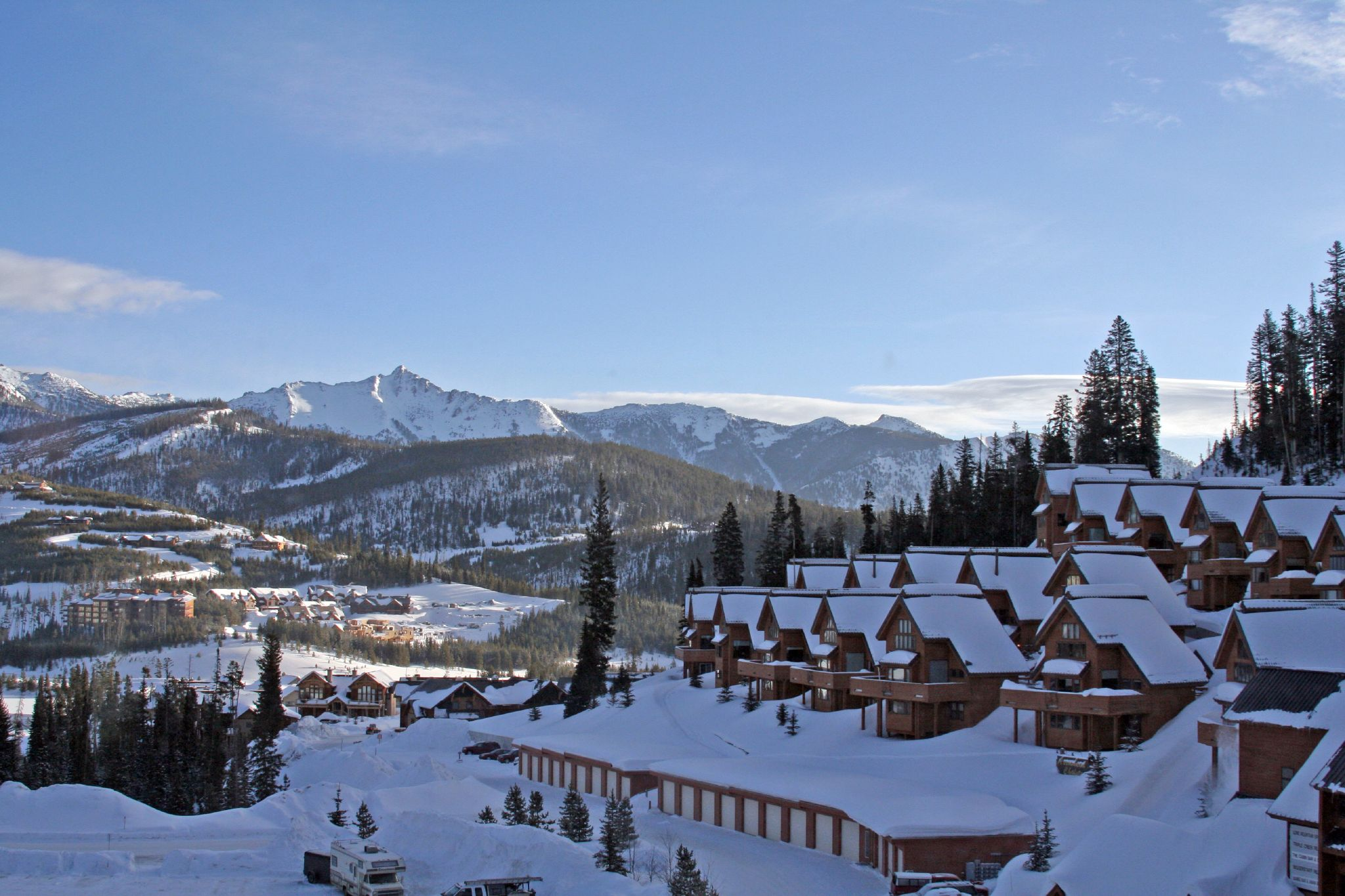
ビッグスカイ・リゾート

## 都市と町

### 都市
- ボーズマン（郡庁所在地）
- ベルグレイド
- スリーフォークス

### 町
- マンハッタン
- ウェストイエローストーン

### 国勢調査指定地域
- アムスターダム・チャーチル
- ビッグスカイ
- フォーコーナーズ
- ウィロウクリーク

### その他の町
- ギャラティンゲイトウェイ
- ローガン
- モードロウ

## 国立公園
イエローストーン国立公園はその約2.89％のみが郡内南東部に入っている。

## 著名な住人
- ゼイルス・エクトン、モンタナ州選出アメリカ合衆国上院議員、ギャラティン郡内に住んだ